# Pasaje Guayaquil
Pasaje Guayaquil é uma junta de governo da província de Entre Ríos, na Argentina.